# サービス・ツーリズム産業労働組合連合会
サービス・ツーリズム産業労働組合連合会（サービス・ツーリズムさんぎょうろうどうくみあいれんごうかい、略称：サービス連合（サービスれんごう）、英語：Japan Federation of Service and Tourism Industries Workers' Union、略称：STU）は、日本の産業別労働組合である。日本労働組合総連合会（連合）、全日本交通運輸産業労働組合協議会（交運労協）、国際運輸労連（ITF）、国際食品関連産業労働組合連合会（IUF）に加盟している。

## 概要
ホテル・旅館業等とその関連会社の労働組合で組織されている。

## 沿革
- 1987年12月　大手ホテル労組懇談会を開催
- 1988年12月　レジャー・サービス労連が全日本ホテル労働組合連合会(ホテル労連)、食堂車四労組協議会(食労協)、観光・航空貨物産業労働組合連合会(観光労連)により結成
- 1992年10月　レジャー・サービス労連がレジャー・サービス連合へ改称
- 1999年7月　ホテル労連、観光労連がそれぞれ解散し、レジャー・サービス連合の部会に移行
- 2001年7月　全国ホテル・レストラン労働組合協議会とレジャー・サービス連合が統合しサービス連合を結成